# Karl Schapper
Karl Schapper (Möringen, 27 augustus 1879 - Plötzensee, 1 februari 1941) was een Duits  katholieke verzetsstrijder tegen het nationaalsocialisme.

## Leven
Karl Schapper was een telg uit een evangelisch pastoorsgezin, en was een nakomeling van de theoloog  Cornelius Friedrich Adolf Krummacher.
Na het gymnasium in Wernigerode, ging Schapper rechtswetenschappen studeren in Leipzig, Berlijn en in Zwitserland. Hij werkte als jurist in Pruisische staatsdienst, en aansluitend als rechterlijk ambtenaar in opleiding in Haigerloch, Neuwied, Sigmaringen en Potsdam. In 1906 werd hij regeringsassessor in een districtskantoor in Bochum. Van 1913 tot 1920 was hij in de administratie van een spoorwegbedrijf werkzaam. 
In 1920 nam hij ontslag, en werd algemeen gevolmachtigde van graaf Tiele-Winckler in Opper-Silezië. Ongeveer gelijktijdig trad hij tot de katholieke kerk toe. In 1933/1934 werd Schapper juridisch adviseur voor Kattowitzer Hütten AG. Door zijn reizen naar Polen, kwam hij in contact met het op het nationaalsocialisme kritische tijdschrift Der Deutsche in Polen en schreef daar verscheidene artikelen voor, waarin hij de onverenigbaarheid van het christelijk begrip van geloof met de nazi-ideologie verwoordde.
In 1939 kwam hij in contact met zogenaamde leden van het militair verzet tegen Hitler. In Bad Breisig, waar Schapper het Idyllenhof aangekocht had, onderhield hij contacten met leden van de burgerlijke oppositie tegen Hitler.
Op grond van een aangifte werd hij op 9 september 1939 gezamenlijk met zijn vrouw Irmgard (geboren Wambsganss) door de Gestapo gearresteerd. Schapper werd door 2 senaten van het Volksgerichtshof in Berlijn wegens hoogverraad ter dood veroordeeld en op 1 februari 1941 in Plötzensee onthoofd.